# Haplogrupo Z (ADNmt)
En genética humana el haplogrupo Z es un haplogrupo mitocondrial que desciende de CZ y que está extendido principalmente en el Norte y Este de Eurasia. Se encuentra en Siberia, Asia Oriental y Sudeste de Asia, llegando por el Oeste hasta Escandinavia. Se originó hace unos 24.000 años como promedio y está definido por las mutaciones 3552A, 9545, 11914, 13263, 14318 y 16327.

## Distribución
Asia: Se encuentra en bajas frecuencias en todo Siberia. Igualmente disperso está en Asia Oriental y la parte continental del Sureste asiático. También en Asia Central y destaca el Tíbet con 9%.
Europa: Se encuentra en los sami (lapones) de Suecia con 11% y Finlandia 7%, así como en Rusia.

## Origen
Se habría originado hace unos 24.000 años en Asia Oriental, pues Z tendría una historia común con los haplogrupos C y M8, con quienes tiene una distribución similar a través de Asia Oriental, Siberia, Asia Central y la parte continental del Sudeste de Asia. El subclado Z1 se habría originado hace unos 18.000 años en Siberia, alcanzado Europa al ser llevado por pueblos urálicos, así pues los sami compartirían ancestros con poblaciones de la región Volga-Urales, de donde provendrían hace 2.700 años.

## Subgrupos
Los subgrupos de Z se caracterizan por la siguiente distribución:
- Haplogrupo Z
  - (152)
    - Z1: Encontrado en los tofalar (Irkutsk, Siberia)
      - Z1a: En Rusia. 
        - Z1a1: En Finlandia, Escandinavia y Rusia. Común en los sami.
        - Z1a2: Encontrado en Koriakos y ulchis.

    - Z2: En Japón.
    - Z3: En Japón.
      - Z3a1: En yakutos (Siberia).

    - Z4: En Filipinas.
      - Z4a: En China y Japón.

    - Z7: En China.

  - Z5: Encontrado en el Japón.

| Haplogrupos de ADN mitocondrial humano |                      |      |      |      |      |      |      |      |      |      |      |      |      |      |    |    |       |       |   |   |   |   |   |   |   |  |   |   |   |   |  |  |  |  |    |    |    |
|                                        | Eva mitocondrial (L) |      |      |      |      |      |      |      |      |      |      |      |      |      |    |    |       |       |   |   |   |   |   |   |   |  |   |   |   |   |  |  |  |  |    |    |    |
| L0                                     | L1–6                 | L1–6 | L1–6 | L1–6 | L1–6 | L1–6 | L1–6 | L1–6 | L1–6 | L1–6 | L1–6 | L1–6 | L1–6 | L1–6 |    |    |       |       |   |   |   |   |   |   |   |  |   |   |   |   |  |  |  |  |    |    |    |
| L0                                     | L1                   | L2   |      |      |      | L3   | L3   | L3   | L3   | L3   | L3   | L3   | L3   | L3   | L3 | L3 | L3    | L3    |   |   |   |   |   |   |   |  |   |   |   |   |  |  |  |  | L4 | L5 | L6 |
| L0                                     | L1                   | L2   | M    | M    | M    | M    | M    | M    | M    | N    | N    | N    | N    | N    | N  |    |       |       |   |   |   |   |   |   |   |  |   |   |   |   |  |  |  |  | L4 | L5 | L6 |
| L0                                     | L1                   | L2   | CZ   | CZ   | D    | E    | G    | Q    |      | A    | I    | O    | R    | R    | R  | R  | R     | R     | R | R | R | R | R | R | R |  | S | W | X | Y |  |  |  |  | L4 | L5 | L6 |
| L0                                     | L1                   | L2   | C    | Z    | D    | E    | G    | Q    | B    | A    | I    | O    | F    | R0   | R0 |    | R2'JT | R2'JT |   |   | P | P |   | U |   |  | S | W | X | Y |  |  |  |  | L4 | L5 | L6 |
| L0                                     | L1                   | L2   | C    | Z    | D    | E    | G    | Q    | B    | A    | I    | O    | F    | HV   | HV | JT | JT    | K     |   |   | P | P |   |   |   |  | S | W | X | Y |  |  |  |  | L4 | L5 | L6 |
| L0                                     | L1                   | L2   | C    | Z    | D    | E    | G    | Q    | B    | A    | I    | O    | F    | H    | V  | J  | T     | K     |   |   | P | P |   |   |   |  | S | W | X | Y |  |  |  |  | L4 | L5 | L6 |